# كأس الأرجنتين
كأس الأرجنتين أو كوبا أرچنتينا (بالإسبانية:Copa Argentina) ، هي البطولة الرسمية المعتمدة من قبل الاتحاد الأرجنتيني لكرة القدم، وحقق بوكا جونيورز البطولة مرتين عام 1969 و موسم 2011-2012 ، أسست 1969م، ولكنها توقفت لقرن من الزمان وأعيد افتتاح البطولة لأول مرة عام 2011م، يشارك فيه 186 فريقا.

## جدول التتويج
| السنة     | البطل        | الوصيف               | نتيجة المباراة |
| --------- | ------------ | -------------------- | -------------- |
| 1969      | بوكا جونيورز | كلوب أتلتيكو أتلانتا | 3–1, 0–1       |
| 1970      | (لم تنته) 1  | (لم تنته) 1          | (لم تنته) 1    |
| 2011      | بوكا جونيورز | راسينغ               | 2–1            |
| 2012-2013 |              |                      |                |

## المصدر
1. ↑  1969 Copa Argentina - RSSSF نسخة محفوظة 09 أغسطس 2017 على موقع واي باك مشين.

## وصلات خارجية
- Official website (بالإسبانية)